# Croatia Open Umag
Croatia Open Umag teniski je turnir iz ATP World Tour 250 serije, koji se od 1990. godine održava u Umagu. Puni naziv turnira je: Međunarodno prvenstvo Hrvatske u tenisu - International tennis Championship of Croatia. 
Pobjednik turnira osvaja 250 ATP-ovih bodova te 74 000 eura. Igra se na otvorenom i podloga je crvena zemlja.

## Povijest
Prvo izdanje turnira održano je u svibnju 1990. godine, a cilj u sljedećim godinama je bilo postupno prebacivanje turnira u ljetnu tenisku sezonu (od 1992. do 1996. godine turnir se održavao u kolovozu), te se posljednjih godina održava u zadnjem tjednu srpnja.
Turnir je mijenjao svoj naziv kroz godine, od 1990. do 1991. godine turnir se punim imenom zvao "Yugoslav Open", te je nakon samostalnosti Hrvatske promijenio naziv u "Croatian Open Umag" kada je pun naziv turnira i zaštićen u mjerodavnim institucijama. Od 2006. godine u nazivu turnira dodaje se i brend glavnog sponzora turnira (naslovni sponzor ili popularan engleski termin "title sponsor").
Nazivi turnira:
- 1990. – 1991.: Yugoslav Open
- 1992. – 2005.: Croatia Open Umag
- 2006. – 2011.: Studena Croatia Open Umag
- 2012. – 2014.: Vegeta Croatia Open Umag
- 2015. – 2016.: Konzum Croatia Open Umag
- 2017. - ... : Plava Laguna Croatia Open Umag

Organizacija turnira nije prestajala ni za vrijeme ratnih godina, što je tada bio jedini međunarodni događaj organiziran u Hrvatskoj uz televizijski prijenos Eurosporta.
Thomas Muster, pobjednik turnira 3 puta i Carlos Moyá, pobjednik turnira 5 puta, zaslužili su titulu počasnih građana grada Umaga. Godine 2004. Predsjednik RH Stjepan Mesić odlikovao je Carlosa Moyu za iznimne rezultate i promicanje međunarodnog ugleda Republike Hrvatske.
Pokraj brojnih nagrada uručenih samom turniru i osobno direktoru turnira Slavku Rasbergeru na razini Hrvatske, organizacija ATP dodijelila je ovom turniru posebnu nagradu za izvrsnost, Award of excellence 5 puta: 1998., 2000., 2001., 2004. i 2005. godine; svaki put posebno naglašavajući napretke u organizaciji ove manifestacije.
Godine 1993. turnir je dobio Državnu nagradu za šport "Franjo Bučar".
2021. uvedena je serija turnira "Road To Umag". Domaćini su hrvatski gradovi i pobjednici svakog turnira, uz još trojicu igrača koji će dobiti pozivnice imat će priliku igrati na terenima Teniskog centra Stella Maris za jedno mjesto u kvalifikacijama za Croatia Open. Ti turniri bodovat će se za rang-listu Hrvatskog teniskog saveza te će na njima moći nastupiti isključivo hrvatski državljani registrirani pri HTS-u.

## Organizacija
Nositelj organizacije turnira je tvrtka Istra D.M.C. d.o.o. Za potrebe oragnizacije turnira, na turniru sudjeluje oko 500 djelatnika u raznim službama organizacije (linijski suci, pobirači loptica, hostese, tiskovni odjel, prijamni ured, služba za igrače, vozači, administracija, uređivači terena, čistačice itd.). Posljednjih se godina u Pres centru turnira akreditira oko 300 novinara i fotografa koji prate sva događanja na turniru (procjenjeno 2018. godine oko 1.600 objava u domaćim i inozemnim medijima). 
Mjesto održavanja turnira je teniski kompleks zemljanih terena (koji obuhvaća središnji stadion + Grand Stand teren + Hard Court teren + 9 terena) u turističkom naselju Stella Maris, koji je 1989. godine projektirao arhitekt Marijan Videc. Središnji stadion može primiti do 4.000 gledatelja, dio na tribinama, a dio u VIP ložama. Od 2016. godine središnji stadion, nosi ime Gorana Ivaniševića, odnosno puni naziv je ATP stadion Gorana Ivaniševića.

## Sve završnice Umaga

### Pojedinačno
| Godina | Pobjednik                                | Finalist                                 | Rezultat                                 |
| ------ | ---------------------------------------- | ---------------------------------------- | ---------------------------------------- |
| 2025.  | Luciano Darderi                          | Carlos Taberner                          | 6–3, 6–3                                 |
| 2024.  | Francisco Cerúndolo                      | Lorenzo Musetti                          | 2–6, 6–4, 7–6(7-5)                       |
| 2023.  | Alexei Popyrin                           | Stan Wawrinka                            | 6–7(5–7), 6–3, 6–4                       |
| 2022.  | Jannik Sinner                            | Carlos Alcaraz                           | 6–7(5–7), 6-1, 6-1                       |
| 2021.  | Carlos Alcaraz                           | Richard Gasquet                          | 6–2, 6-2                                 |
| 2020.  | Nije održano zbog Pandemije koronavirusa | Nije održano zbog Pandemije koronavirusa | Nije održano zbog Pandemije koronavirusa |
| 2019.  | Dušan Lajović                            | Attila Balázs                            | 7–5, 7–5                                 |
| 2018.  | Marco Checcinato                         | Guido Pella                              | 6–2, 7–6                                 |
| 2017.  | Andrej Rubljov                           | Paolo Lorenzi                            | 6–4, 6–2                                 |
| 2016.  | Fabio Fognini                            | Andrej Martin                            | 6–4, 6–1                                 |
| 2015.  | Dominic Thiem                            | João Sousa                               | 6–4, 6–1                                 |
| 2014.  | Pablo Cuevas                             | Tommy Robredo                            | 6–3, 6–4                                 |
| 2013.  | Tommy Robredo                            | Fabio Fognini                            | 6–0, 6–3                                 |
| 2012.  | Marin Čilić                              | Marcel Granollers                        | 6–4, 6–2                                 |
| 2011.  | Aleksandar Dolgopolov                    | Marin Čilić                              | 6–4, 3–6, 6–3                            |
| 2010.  | Juan Carlos Ferrero                      | Potito Starace                           | 6–4, 6–4                                 |
| 2009.  | Nikolaj Davidenko                        | Juan Carlos Ferrero                      | 6–3, 6–0                                 |
| 2008.  | Fernando Verdasco                        | Igor Andrejev                            | 3–6, 6–4, 7–6(7–4)                       |
| 2007.  | Carlos Moyá (5)                          | Andrei Pavel                             | 6–4, 6–2                                 |
| 2006.  | Stanislas Wawrinka                       | Novak Đoković                            | 6–6, odus.                               |
| 2005.  | Guillermo Coria                          | Carlos Moyá                              | 6–2, 4–6, 6–2                            |
| 2004.  | Guillermo Cañas                          | Filippo Volandri                         | 7–5, 6–3                                 |
| 2003.  | Carlos Moyá (4)                          | Filippo Volandri                         | 6–4, 3–6, 7–5                            |
| 2002.  | Carlos Moyá (3)                          | David Ferrer                             | 6–2, 6–3                                 |
| 2001.  | Carlos Moyá (2)                          | Jérôme Golmard                           | 6–4, 3–6, 7–6(7–2)                       |
| 2000.  | Marcelo Ríos                             | Mariano Puerta                           | 7–6(7–1), 4–6, 6–3                       |
| 1999.  | Magnus Norman                            | Jeff Tarango                             | 6–2, 6–4                                 |
| 1998.  | Bohdan Ulihrach                          | Magnus Norman                            | 6–3, 7–6(7-0)                            |
| 1997.  | Félix Mantilla                           | Sergi Bruguera                           | 6–3, 7–5                                 |
| 1996.  | Carlos Moyá                              | Félix Mantilla                           | 6–0, 7–6(7–4)                            |
| 1995.  | Thomas Muster (3)                        | Carlos Costa                             | 3–6, 7–6(7–5), 6–4                       |
| 1994.  | Alberto Berasategui                      | Karol Kučera                             | 6–2, 6–4                                 |
| 1993.  | Thomas Muster (2)                        | Alberto Berasategui                      | 7–5, 3–6, 6–3                            |
| 1992.  | Thomas Muster                            | Franco Davín                             | 6–1, 4–6, 6–4                            |
| 1991.  | Dmitrij Poljakov                         | Javier Sánchez                           | 6–4, 6–4                                 |
| 1990.  | Goran Prpić                              | Goran Ivanišević                         | 6–3, 4–6, 6–4                            |

| Tenisač                    | Pobjede | Finala |
| -------------------------- | ------- | ------ |
| Carlos Moyá                | 5       | 6      |
| Thomas Muster              | 3       | 3      |
| najviše finala bez pobjede |         |        |
| Filippo Volandri           | 0       | 2      |

### Parovi
| Godina | Pobjednici                                | Finalisti                                | Rezultat                                 |
| ------ | ----------------------------------------- | ---------------------------------------- | ---------------------------------------- |
| 2025.  | Romain Arneodo Manuel Guinard             | Patrik Trhac Marcus Willis               | 7–5, 7–6                                 |
| 2024.  | Guido Andreozzi Miguel Ángel Reyes-Varela | Manuel Guinard Gregoire Jacq             | 6–4, 6–2                                 |
| 2023.  | Blaž Rola Nino Serdarušić                 | Simone Bolelli Fabio Fognini             | 4–6, 7–6(7–2), [15–13]                   |
| 2022.  | Simone Bolelli (2) Fabio Fognini (2)      | Llyod Glasspool Harri Heliövaara         | 5–7, 7–6(8–6), [10–7]                    |
| 2021.  | Fernando Romboli David Vega Hernández     | Tomislav Brkić Nikola Ćaćić              | 6-3,7–5                                  |
| 2020.  | Nije održano zbog Pandemije koronavirusa  | Nije održano zbog Pandemije koronavirusa | Nije održano zbog Pandemije koronavirusa |
| 2019.  | Robin Haase (2) Philipp Oswald            | Oliver Marach Jürgen Melzer              | 7–5, 6–7(2–7), [14–12]                   |
| 2018.  | Robin Haase Matwé Middlekoop              | Roman Jebavý Jiří Veselý                 | 6–4, 6–4                                 |
| 2017.  | Guillermo Durán Andrés Molteni            | Marin Draganja Tomislav Draganja         | 6–3, 6–7(4–7), [10–6]                    |
| 2016.  | Martin Kližan (2) David Marrero (3)       | Nikola Mektić Antonio Šančić             | 6–4, 6–2                                 |
| 2015.  | Máximo González André Sá                  | Mariusz Fyrstenberg Santiago González    | 4–6, 6–3, [10–5]                         |
| 2014.  | František Čermák (3) Lukáš Rosol          | Dušan Lajović Franko Škugor              | 6–4, 7–6(7–5)                            |
| 2013.  | Martin Kližan David Marrero (2)           | Nicholas Monroe Simon Stadler            | 6–1, 5–7, [10–7]                         |
| 2012.  | David Marrero Fernando Verdasco           | Marcel Granollers Marc López             | 6–3, 7–6(7–4)                            |
| 2011.  | Simone Bolelli Fabio Fognini              | Marin Čilić Lovro Zovko                  | 6–3, 5–7, [10–7]                         |
| 2010.  | Leoš Friedl Filip Polášek                 | František Čermák Michal Mertiňák         | 6–3, 7–6(9–7)                            |
| 2009.  | František Čermák (2) Michal Mertiňák (3)  | Johan Brunström Jean-Julien Rojer        | 6–4, 6–4                                 |
| 2008.  | Michal Mertiňák (2) Petr Pála (2)         | Carlos Berlocq Fabio Fognini             | 2–6, 6–3, [10–5]                         |
| 2007.  | Lukáš Dlouhý Michal Mertiňák              | Jaroslav Levinský David Škoch            | 6–1, 6–1                                 |
| 2006.  | Jaroslav Levinský David Škoch             | Guillermo García López Albert Portas     | 6–4, 6–4                                 |
| 2005.  | Jiří Novák Petr Pála                      | Michal Mertiňák David Škoch              | 6–3, 6–3                                 |
| 2004.  | José Acasuso Flávio Saretta               | Jaroslav Levinský David Škoch            | 4–6, 6–2, 6–4                            |
| 2003.  | Álex López Morón (2) Rafael Nadal         | Todd Perry Thomas Shimada                | 6–1, 6–3                                 |
| 2002.  | František Čermák Julian Knowle            | Albert Portas Fernando Vicente           | 6–4, 6–4                                 |
| 2001.  | Sergio Roitman Andrés Schneiter           | Ivan Ljubičić Lovro Zovko                | 6–2, 7–5                                 |
| 2000.  | Álex López Morón Albert Portas            | Ivan Ljubičić Lovro Zovko                | 6–1, 7–6(7–2)                            |
| 1999.  | Mariano Puerta Javier Sánchez (3)         | Massimo Bertolini Cristian Brandi        | 3–6, 6–2, 6–3                            |
| 1998.  | Neil Broad Piet Norval                    | Jiří Novák David Rikl                    | 6–1, 3–6, 6–3                            |
| 1997.  | Dinu Pescariu Davide Sanguinetti          | Dominik Hrbatý Karol Kučera              | 7–6, 6–4                                 |
| 1996.  | Pablo Albano Luis Lobo (2)                | Ģirts Dzelde Udo Plamberger              | 6–4, 6–1                                 |
| 1995.  | Luis Lobo Javier Sánchez (2)              | David Ekerot László Markovits            | 6–4, 6–0                                 |
| 1994.  | Diego Pérez Francisco Roig                | Karol Kučera Paul Wekesa                 | 6–2, 6–4                                 |
| 1993.  | Filip Dewulf Tom Vanhoudt                 | Jordi Arrese Francisco Roig              | 6–4, 7–5                                 |
| 1992.  | David Prinosil Richard Vogel              | Sander Groen Lars Koslowski              | 6–3, 6–7, 7–6                            |
| 1991.  | Gilad Bloom Javier Sánchez                | Richey Reneberg David Wheaton            | 7–6, 2–6, 6–1                            |
| 1990.  | Vojtěch Flégl Daniel Vacek                | Andrej Čerkasov Andrej Olhovskij         | 6–4, 6–4                                 |

| Tenisač          | Pobjede | Finala |
| ---------------- | ------- | ------ |
| František Čermák | 3       | 4      |
| David Marrero    | 3       | 3      |
| Michal Mertiňák  | 3       | 5      |
| Javier Sánchez   | 3       | 3      |

| Parovi            | Parovi        | Pobjede | Finala |   |   |
| ----------------- | ------------- | ------- | ------ | - | - |
| Martin Kližan     | David Marrero | Pobjede | Finala | 2 | 2 |
| Jaroslav Levinský | David Škoch   | 1       | 3      |   |   |

## Statistika
- Najniže rangirani osvajač turnira u singlu: Dimitri Poljakov 169. na ATP ljestvici
- Najniže rangirani finalist turnira u singlu: Attila Balazs 208. na ATP ljestvici[4]

## Poveznice
- ITF Wheelchair Tennis Croatia Open Umag, održava se od 2019. tijekom glavnog turnira

## Vanjske poveznice
- Službena stranica turnira  Arhivirana inačica izvorne stranice od 16. svibnja 2017. (Wayback Machine) (hrv.)(engl.)
- Turnir na stranici ATP Toura (engl.)